# Grumlan
Grumlan är en sjö i Vetlanda kommun i Småland och ingår i Emåns huvudavrinningsområde. Sjön är 16,5 meter djup, har en yta på 4,09 kvadratkilometer och befinner sig 181 meter över havet. Grumlan ligger i Emån (västra) Natura 2000-område. Sjön avvattnas av vattendraget Emån. Vid provfiske har en stor mängd fiskarter fångats, bland annat abborre, björkna, braxen och gädda.
Vid sjön finns med badplatsen Östanå. Här finns också en campingplats.

## Delavrinningsområde
Grumlan ingår i delavrinningsområde (636252-145272) som SMHI kallar för Utloppet av Grumlan. Delavrinningsområdets medelhöjd är 206 meter över havet och ytan är 31,11 kvadratkilometer. Räknas de 42 delavrinningsområdena uppströms in blir den ackumulerade arean 652,78 kvadratkilometer. Emån som avvattnar delavrinningsområdets har biflödesordning 2, vilket innebär vattnet flödar genom totalt 2 vattendrag innan det når havet efter 161 kilometer. Delavrinningsområdet består mestadels av skog (56 procent) och jordbruk (19 procent). Avrinningsområdet har 4,12 kvadratkilometer vattenytor vilket ger det en sjöprocent på 13,2 procent. Bebyggelsen i området täcker en yta av 0,81 kvadratkilometer eller 3 procent av avrinningsområdet.

## Fisk
Vid provfiske har följande fisk fångats i sjön:
- Abborre
- Björkna
- Braxen
- Gädda
- Gös
- Mört
- Sarv
- Sik
- Siklöja
- Sutare